# Encapsulated PostScript
Eine Encapsulated Postscript-Datei (EPS-Datei) ist eine Grafikdatei in der Seitenbeschreibungssprache PostScript, die besondere Anforderungen erfüllt, um das Einbinden in ein Dokument zu ermöglichen. Insbesondere beschreibt EPS im Gegensatz zu allgemeinem PostScript immer nur eine Seite. Das Format wurde 1987 von Adobe gemeinsam mit Aldus, dem damaligen Hersteller von PageMaker, und Altsys, das Vektorgrafik- und Schrifteditoren entwickelte, veröffentlicht.
Eine EPS-Datei enthält Objekt-, Rastergrafik- und Separationsdaten und ist verlustfrei. Auch Schriften können eingebettet sein. Da importierende Anwendungen nicht über einen PostScript-Interpreter verfügen müssen, kann eine EPS-Datei optional auch eine Voransicht in geringerer Auflösung (vgl. Vorschaubild) enthalten, die in der Bildschirmansicht als Platzhalter dienen kann.
Encapsulated PostScript wurde entwickelt, da es schwierig ist, beliebige im PostScript-Format vorliegende Grafiken in andere PostScript-Dateien einzubetten. Bereits die Ermittlung von Höhe und Breite einer PostScript-Grafik ist nicht ohne weiteres möglich. Daher enthalten EPS-Dateien Informationen über die sogenannte Bounding Box. Die Bounding Box ist das kleinste achsenparallele Rechteck, das sich um ein druckbares Objekt zeichnen lässt. Da es möglich ist, dass der eingebettete Code unerwünschte Auswirkungen auf die Interpretation von Code des einbettenden Dokuments hat, müssen weitere Regeln eingehalten werden. Eine EPS-Grafik muss beispielsweise nach ihrer Interpretation den Operandenstack in seinem ursprünglichen Zustand hinterlassen und darf keine Befehle oder sonstigen Programmstrukturen benutzen, die sich global auf das gesamte die EPS-Datei enthaltende Dokument auswirken. So ist z. B. die Verwendung des erasepage-Operators, der den Inhalt einer gesamten Seite (und damit auch den Bereich außerhalb der EPS-Grafik) löscht, nicht erlaubt.
EPS-Dateien können beispielsweise mit Ghostscript am Bildschirm angezeigt oder für das Drucken auf einem nicht postscriptfähigen Drucker konvertiert werden. Die Dateiendungen für EPS sind .eps und seltener .epsf. Letzteres ist die Abkürzung für „Encapsulated PostScript File“.
Das Dateiformat EPS gilt als veraltet, da es durch PDF weitgehend abgelöst wurde. Grund dafür ist auch, dass es nicht zwischen Bitmap und Vektor unterscheidet und somit aufgrund seiner Magic-Byte-Kennung nicht eindeutig einer Anwendung zugeordnet werden kann. Als Ersatz für Bitmap-EPS-Dateien kommen zumeist JPEG-, TIFF- oder PSD-Dateien zum Einsatz. Für Vektor-EPS-Dateien eignet sich das Dateiformat Adobe Illustrator .ai oder auch PDF.